# Prunus turfosa
Prunus turfosa — вид квіткових рослин з родини трояндових (Rosaceae). Ареал охоплює такі країни: Індонезія (Калімантан), Малайзія (Саравак).

## Середовище
Це дерево росте в торф'яно-болотних лісах. Рослина була внесена до категорії EN у «Червоний список» через ліцензування вирубки торф'яних болотних лісів Саравака.